# Eric Montross
Eric Scott Montross (Indianapolis, 23 settembre 1971 – Chapel Hill, 17 dicembre 2023) è stato un cestista statunitense, professionista nella NBA.
Era il nipote di Johnny Townsend.

## Carriera
Venne stato selezionato dai Boston Celtics al primo giro del Draft NBA 1994 (9ª scelta assoluta).
Con gli Stati Uniti disputò i Giochi panamericani de L'Avana 1991.

## Statistiche

### College
| Anno      | Squadra             | PG  | PT  | MP   | TC%  | 3P% | TL%  | RP  | AP  | PRP | SP  | PP   |
| --------- | ------------------- | --- | --- | ---- | ---- | --- | ---- | --- | --- | --- | --- | ---- |
| 1990-1991 | N. Carol. Tar Heels | 35  | 9   | 15,2 | 58,7 | -   | 61,2 | 4,2 | 0,3 | 0,2 | 0,9 | 5,8  |
| 1991-1992 | N. Carol. Tar Heels | 31  | 25  | 25,3 | 57,4 | -   | 62,4 | 7,0 | 0,6 | 0,5 | 1,0 | 11,2 |
| 1992-1993 | N. Carol. Tar Heels | 38  | 36  | 28,3 | 61,5 | -   | 68,4 | 7,6 | 0,7 | 0,6 | 1,2 | 15,8 |
| 1993-1994 | N. Carol. Tar Heels | 35  | 35  | 31,7 | 56,0 | -   | 55,8 | 8,1 | 0,8 | 0,5 | 1,8 | 13,6 |
| Carriera  | Carriera            | 139 | 105 | 25,2 | 58,5 | -   | 62,4 | 6,8 | 0,6 | 0,5 | 1,2 | 11,7 |

### NBA

#### Regular season
| Anno      | Squadra            | PG  | PT  | MP   | TC%  | 3P% | TL%  | RP  | AP  | PRP | SP  | PP   |
| --------- | ------------------ | --- | --- | ---- | ---- | --- | ---- | --- | --- | --- | --- | ---- |
| 1994-95   | Boston Celtics     | 78  | 75  | 29,7 | 53,4 | 0,0 | 63,5 | 7,3 | 0,5 | 0,4 | 0,8 | 10,0 |
| 1995-96   | Boston Celtics     | 61  | 59  | 23,5 | 56,6 | -   | 37,6 | 5,8 | 0,7 | 0,3 | 0,5 | 7,2  |
| 1996-97   | Dallas Mavericks   | 47  | 46  | 20,9 | 46,0 | -   | 29,4 | 5,0 | 0,7 | 0,2 | 0,7 | 3,9  |
| 1996-97   | N.J. Nets          | 31  | 31  | 27,2 | 45,1 | -   | 39,3 | 9,1 | 0,9 | 0,4 | 1,3 | 5,1  |
| 1997-98   | Philadelphia 76ers | 20  | 20  | 16,9 | 39,5 | -   | 36,8 | 4,6 | 0,4 | 0,4 | 0,6 | 3,4  |
| 1997-98   | Detroit Pistons    | 28  | 10  | 12,6 | 45,6 | -   | 42,9 | 3,8 | 0,1 | 0,2 | 0,5 | 2,5  |
| 1998-99   | Detroit Pistons    | 46  | 2   | 12,5 | 52,5 | 0,0 | 34,4 | 3,0 | 0,3 | 0,3 | 0,6 | 2,1  |
| 1999-2000 | Detroit Pistons    | 51  | 0   | 6,5  | 30,9 | -   | 50,0 | 1,4 | 0,1 | 0,1 | 0,2 | 0,8  |
| 2000-01   | Detroit Pistons    | 42  | 20  | 13,5 | 41,3 | -   | 26,9 | 3,4 | 0,4 | 0,2 | 0,5 | 2,5  |
| 2000-01   | Toronto Raptors    | 12  | 1   | 6,8  | 35,3 | -   | 20,0 | 2,4 | 0,3 | 0,3 | 0,3 | 1,1  |
| 2001-02   | Toronto Raptors    | 49  | 24  | 13,4 | 40,2 | 0,0 | 32,3 | 2,9 | 0,3 | 0,2 | 0,5 | 2,4  |
| Carriera  | Carriera           | 465 | 288 | 18,2 | 49,0 | 0,0 | 47,8 | 4,6 | 0,4 | 0,3 | 0,6 | 4,5  |

#### Play-off
| Anno     | Squadra         | PG | PT | MP   | TC%  | 3P% | TL%  | RP  | AP  | PRP | SP  | PP  |
| -------- | --------------- | -- | -- | ---- | ---- | --- | ---- | --- | --- | --- | --- | --- |
| 1995     | Boston Celtics  | 4  | 4  | 15,5 | 45,5 | -   | 50,0 | 2,3 | 0,0 | 0,0 | 0,0 | 3,3 |
| 1999     | Detroit Pistons | 5  | 0  | 14,0 | 50,0 | -   | 50,0 | 2,6 | 0,0 | 0,0 | 0,4 | 1,4 |
| 2000     | Detroit Pistons | 2  | 0  | 2,5  | -    | -   | -    | 1,0 | 0,0 | 0,0 | 0,0 | 0,0 |
| 2001     | Toronto Raptors | 5  | 0  | 6,2  | 40,0 | -   | -    | 2,0 | 0,2 | 0,0 | 0,6 | 0,8 |
| Carriera | Carriera        | 16 | 4  | 10,5 | 45,5 | -   | 50,0 | 2,1 | 0,1 | 0,0 | 0,3 | 1,5 |

## Palmarès
- McDonald's All-American Game (1990)
- Campione NCAA (1993)
- 2 volte NCAA AP All-America Second Team (1993, 1994)
- NBA All-Rookie Second Team (1995)